# Стрельба на летних Олимпийских играх 2008 — трап (женщины)

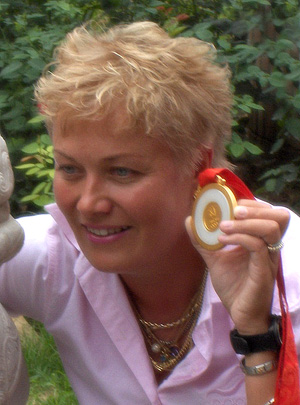
Олимпийская чемпионка Сату Мякеля-Нуммела

Соревнования по трапу среди женщин на летних Олимпийских играх 2008 прошли 11 августа. Приняли участие 20 спортсменок.

## Призёры
| Золото                        | Серебро                     | Бронза           |
| Сату Мякеля-Нуммела Финляндия | Зузана Штефечекова Словакия | Кори Когделл США |

## Рекорды
| Квалификация       | Квалификация                                                                     | Квалификация | Квалификация                                                  | Квалификация                                          |
| ------------------ | -------------------------------------------------------------------------------- | ------------ | ------------------------------------------------------------- | ----------------------------------------------------- |
| Мировой рекорд     | Виктория Чуйко (UKR) Чэнь Ли (CHN) Зузана Штефечекова (SVK) Джулия Яннотти (ITA) | 74           | Никосия, Кипр Цинъянь, Китай Цинъянь, Китай Марибор, Словения | 13 июня 1998 4 апреля 2006 4 апреля 2006 28 июня 2007 |
| Олимпийский рекорд | Дайна Гудзиневичюте (LTU)                                                        | 71           | Сидней, Австралия                                             | 18 сентября 2000                                      |

| Сумма              | Сумма | Сумма | Сумма          | Сумма         |
| ------------------ | --- | ----- | -------------- | ------------- |
| Мировой рекорд     | Зузана Штефечекова (SVK)                                                                                              | 96    | Цинъянь, Китай | 4 апреля 2006 |
| Олимпийский рекорд | Нет, правила проведения финала изменились 1 января 2005 года, и с тех пор олимпийские рекорды ещё не регистрировались | —     |                |               |

## Соревнования

### Квалификация
Зелёным отмечены спортсменки, вышедшие в финал
| Место | Спортсменка               | Раунд | Раунд | Раунд | Всего |
| Место | Спортсменка               | 1     | 2     | 3     | Всего |
| ----- | ------------------------- | ----- | ----- | ----- | ----- |
| 1     | Зузана Штефечекова (SVK)  | 24    | 21    | 25    | 70    |
| 2     | Сату Мякеля-Нуммела (FIN) | 24    | 23    | 23    | 70    |
| 3     | Елена Стручаева (KAZ)     | 21    | 24    | 24    | 69    |
| 4     | Кори Когделл (USA)        | 23    | 23    | 23    | 69    |
| 5     | Дайна Гудзиневичюте (LTU) | 23    | 24    | 22    | 69    |
| 6     | Юкиэ Накаяма (JPN)        | 22    | 23    | 22    | 67    |
| 7     | Дебора Гелизио (ITA)      | 20    | 23    | 23    | 66    |
| 8     | Сюзанне Кирмайер (GER)    | 22    | 21    | 22    | 65    |
| 9     | Ирина Ларичева (RUS)      | 20    | 22    | 22    | 64    |
| 10    | Надин Стэнтон (NZL)       | 19    | 22    | 22    | 63    |
| 11    | Сьюзан Нэттресс (CAN)     | 22    | 23    | 18    | 63    |
| 12    | Лю Инцзы (CHN)            | 23    | 22    | 18    | 63    |
| 13    | Дельфин Расине (FRA)      | 18    | 20    | 24    | 62    |
| 14    | Стэйси Ройалл (AUS)       | 22    | 17    | 23    | 62    |
| 15    | Даниэла Дель Дин (SMR)    | 20    | 21    | 21    | 62    |
| 16    | Шарлотта Кервуд (GBR)     | 18    | 23    | 17    | 58    |
| 17    | Дайан Суонтон (RSA)       | 18    | 21    | 18    | 57    |
| 18    | Пак Ён Хый (PRK)          | 15    | 19    | 22    | 56    |
| 19    | Ли Бо На (KOR)            | 21    | 15    | 19    | 55    |
| 20    | Гэби Дайана Аренс (NAM)   | 18    | 14    | 20    | 52    |

### Финал
| Место | Спортсмен                 | Квали- фикация | Финал | Сумма | Пере- стрел- ка |
| ----- | ------------------------- | -------------- | ----- | ----- | --------------- |
| 1     | Сату Мякеля-Нуммела (FIN) | 70             | 21    | 91 OR |                 |
| 2     | Зузана Штефечекова (SVK)  | 70             | 19    | 89    |                 |
| 3     | Кори Когделл (USA)        | 69             | 17    | 86    | +1              |
| 4     | Юкиэ Накаяма (JPN)        | 67             | 19    | 86    | +0+1            |
| 5     | Дайна Гудзиневичюте (LTU) | 69             | 17    | 86    | +0+0+2          |
| 6     | Елена Стручаева (KAZ)     | 69             | 17    | 86    | +0+0+1          |